# Аркуш, Алесь
Алесь Аркуш (род. 28 мая 1960, Жодино, Минская область) — белорусский поэт, эссеист, издатель.
Окончил Жодинский политехнический техникум и Белорусский государственный институт народного хозяйства. Входил в литературное общество «Тутэйшыя». С 1989 года издавал литературный альманах «Ксерокс Белорусский». В 1993 году создал Общество свободных литераторов и издательское общество «Полоцкое лядо». издатель и главный редактор литературного альманаха «Колосья». Председатель организационного комитета литературной премии «Глиняный Велес». Женат на Татьяне Козик, имеет двух сыновей.
Пишет стихи, прозу, эссеистику, критические статьи. Автор около десятка сборников поэзии и трёх сборников эссеистики «Испытание развитием» (2000), «Фрагменты большого рисунка» (2007), «Брызгалка» (вместе с Борисом Козиком, 2009). Автор текстов песен ряда рок-групп: «Местное время», «RIMA». Один из авторов еженедельника «Наша Нива», журналов «Arche» и «Деяслов».
Алесь Аркуш член белорусского ПЕН-центра. Печатался в польских журналах: «Kartki» (Белосток), «Czas Kultyry» (Познань) и «Borussia» (Ольштын).

## Публикации
- Старонка на камунікаце | Kamunikat.org (недоступная ссылка)
- Музычны раман ад аўтрара «Нашай ускраіны» | Тузін гітоў
- Алесь Аркуш напісаў музычны раман, альбо Нечаканая інтэрпрэтацыя| Naviny.by
- Алесь Аркуш нарэшце наведаў сталіцу | Будзьма разам!
- Алесь Аркуш: «Беларускай правінцыі патрэбны сучасныя міфы» | Будзьма разам!  (недоступная ссылка)
- Літаратурная прэмія з самага цэнтра Еўропы | Будзьма разам!